# Dům U Modré štiky
Dům U Modré štiky se nachází v Praze na Starém Městě, na rohu ulic Karlova a Liliová. Tento pozdně historizující nájemní dům vystavěl v letech 1905 až 1906 Eduard Rechziegel na místě stejnojmenného pivovarského domu, zbořeného v roce 1903.

Dům se stal známý především díky tomu, že zde 15. září 1907 byl otevřen první stálý biograf v Praze, Bio Ponrepo Viktora Ponrepa.

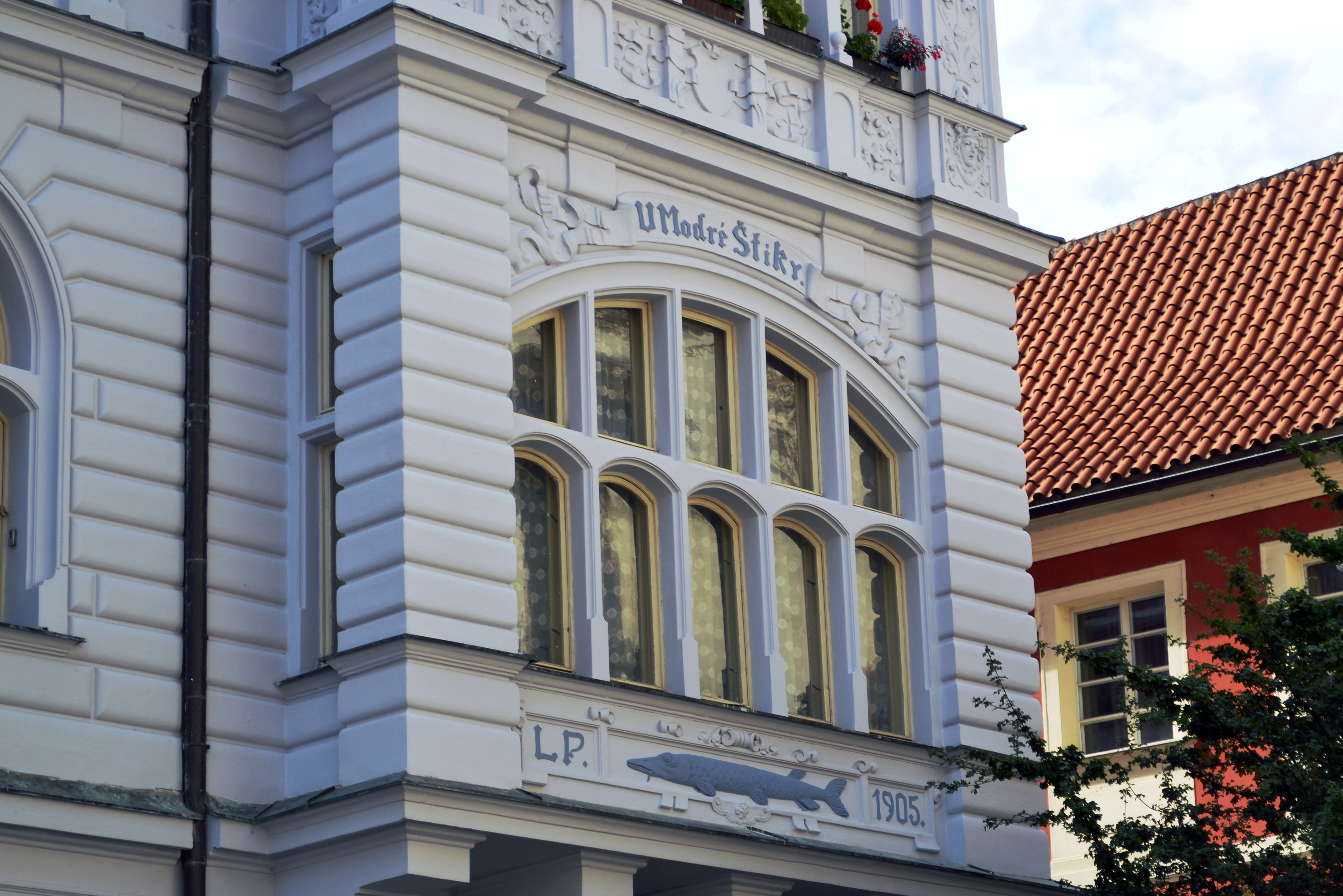
Detail modré štiky na fasádě